# Reichstagswahlkreis Freie und Hansestadt Hamburg 1

Die Wahlkreisaufteilung des Deutschen Reichs.

Der Reichstagswahlkreis Freie und Hansestadt Hamburg 1 (in der reichsweiten Durchnummerierung auch Reichstagswahlkreis 380; auch Reichstagswahlkreis Hamburg-Ost genannt) war der erste Reichstagswahlkreis für die Freie und Hansestadt Hamburg für die Reichstagswahlen im Deutschen Reich und im Norddeutschen Bund von 1867 bis 1918.

## Wahlkreiszuschnitt
Der Wahlkreis umfasste den östlichen Teil von Hamburg. Dies entsprach dem 1., 2., 3. und 7. Steuerdistrikt.
| Jahr | Einwohner |
| ---- | --------- |
| 1890 | 144.300   |
| 1895 | 139.892   |
| 1900 | 145.578   |
| 1905 | 146.915   |
| 1910 | 132.666   |

|      | Landwirtschaft | Industrie und Gewerbe | Handel und Dienstleistungen |
| ---- | -------------- | --------------------- | --------------------------- |
| 1895 | 1,3            | 40,9                  | 57,8                        |
| 1907 | 1,0            | 40,7                  | 58,3                        |

|      | Evangelisch | Katholisch |
| ---- | ----------- | ---------- |
| 1890 | 93,6        | 4,0        |
| 1905 | 92,6        | 5,7        |
| 1910 | 91,1        | 6,7        |

## Abgeordnete
| Wahl                                        | Abgeordneter                | Partei  | Bild |
| ------------------------------------------- | --------------------------- | ------- | ---- |
| Reichstagswahl Februar 1867 bis August 1867 | Charles Ami de Chapeaurouge | NLP     |      |
| Reichstagswahl August 1867 bis 1868         | Emil von Melle              | NLP     |      |
| Ersatzwahl 1869 bis 1871                    | Marcus Wolf Hinrichsen      | NLP     | 0    |
| Reichstagswahl 1871 bis 1871                | Edgar Daniel Roß            | LRP     | 0    |
| Ersatzwahl 1871 bis 1874                    | Gustav Adolf Schön          | LRP     | 0    |
| Reichstagswahl 1874 bis 1881                | Rudolf Heinrich Möring      | NLP     | 0    |
| Reichstagswahl 1881 bis 1884                | Julius Sandtmann            | DFP     | 0    |
| Ersatzwahl 1883 bis 1893                    | August Bebel                | SAP/SPD |      |
| Ersatzwahl 1893 bis 1898                    | Hermann Molkenbuhr          | SPD     |      |
| Reichstagswahl 1898 bis 1913                | August Bebel                | SPD     |      |
| Ersatzwahl 1913 bis 1918                    | Otto Stolten                | SPD     |      |

## Wahlen

### 1867 (Februar)
Es fand nur ein Wahlgang statt. Die Zahl der gültigen Stimmen betrug 13661. 159 Stimmen waren ungültig.
| Kandidat                    | Partei   | Stimmen | in % | Anmerkungen |
| --------------------------- | -------- | ------- | ---- | ----------- |
| Charles Ami de Chapeaurouge | NLP      | 10790   | 0    | 0           |
| Perl                        | S        | 1758    | 0    | 0           |
| Woermann                    | Kons     | 710     | 0    | 0           |
| 0                           | Sonstige | 403     | 0    | 0           |

### 1867 (August)
Es fand nur ein Wahlgang statt. Die Zahl der gültigen Stimmen betrug 5280.
| Kandidat       | Partei   | Stimmen | in % | Anmerkungen |
| -------------- | -------- | ------- | ---- | ----------- |
| Emil von Melle | NLP      | 4162    | 0    | 0           |
| A. Geib        | S        | 1067    | 0    | 0           |
| 0              | Sonstige | 31      | 0    | 0           |

### Ersatzwahl 1868
Am 9. Dezember 1867 wurde Emil von Melle in den Hamburger Senat gewählt und das Mandat erlosch. In der Ersatzwahl am 3. März 1868 fand nur ein Wahlgang statt. Die Zahl der gültigen Stimmen betrug 1433.
| Kandidat               | Partei   | Stimmen | in % | Anmerkungen |
| ---------------------- | -------- | ------- | ---- | ----------- |
| Marcus Wolf Hinrichsen | NLP      | 1412    | 0    | 0           |
| 0                      | Sonstige | 21      | 0    | 0           |

### 1871
Es fand ein Wahlgang statt. 23.412 Männer waren wahlberechtigt. Die Zahl der abgegebenen Stimmen betrug 7594, 101 Stimmen waren ungültig. Die Wahlbeteiligung betrug 30,3 %.
| Kandidat             | Partei   | Stimmen | in % | Anmerkungen |
| -------------------- | -------- | ------- | ---- | ----------- |
| Edgar Daniel Roß     | LRP      | 3631    | 0    | 0           |
| C. H. L. Schallmeyer | S (Lass) | 1886    | 0    | 0           |
| 0                    | Sonstige | 77      | 0    | 0           |

### Ersatzwahl 1871
Edgar Daniel Roß legte das Mandat im Sommer 1871 nieder und es kam zu einer Ersatzwahl am 6. Oktober 1871. Es fand ein Wahlgang statt. Die Zahl der abgegebenen Stimmen betrug 7711, 88 Stimmen waren ungültig. Die Wahlbeteiligung betrug 30,3 %.
| Kandidat             | Partei   | Stimmen | in % | Anmerkungen |
| -------------------- | -------- | ------- | ---- | ----------- |
| Gustav Adolf Schön   | LRP      | 6221    | 0    | 0           |
| C. H. L. Schallmeyer | S (Lass) | 1471    | 0    | 0           |
| 0                    | Sonstige | 14      | 0    | 0           |

### 1874
Es fanden zwei Wahlgänge statt. 28.728 Männer waren wahlberechtigt. Die Zahl der abgegebenen Stimmen betrug im ersten Wahlgang 11.642, 111 Stimmen waren ungültig. Die Wahlbeteiligung betrug 40,9 %.
| Kandidat               | Partei   | Stimmen | in % | Anmerkungen |
| ---------------------- | -------- | ------- | ---- | ----------- |
| Rudolf Heinrich Möring | NLP      | 4933    | 0    | 0           |
| Georg Wilhelm Hartmann | S (Lass) | 4191    | 0    | Schuhmacher |
| Zacharias              | NLP      | 2085    | 0    | Kaufmann    |
| Bräuer                 | S (Lass) | 367     | 0    | Schneider   |
| 0                      | Sonstige | 70      | 0    | 0           |

In der Stichwahl betrug die Zahl der abgegebenen Stimmen 16.743, 136 Stimmen waren ungültig. Die Wahlbeteiligung betrug 58,8 %.
| Kandidat               | Partei   | Stimmen | in % | Anmerkungen |
| ---------------------- | -------- | ------- | ---- | ----------- |
| Rudolf Heinrich Möring | NLP      | 10.481  | 0    | 0           |
| Georg Wilhelm Hartmann | S (Lass) | 6262    | 0    | Schuhmacher |

### 1877
Es fand ein Wahlgang statt. 30.548 Männer waren wahlberechtigt. Die Zahl der abgegebenen Stimmen betrug 21.231, 97 Stimmen waren ungültig. Die Wahlbeteiligung betrug 69,8 %.
| Kandidat               | Partei   | Stimmen | in % | Anmerkungen |
| ---------------------- | -------- | ------- | ---- | ----------- |
| Rudolf Heinrich Möring | NLP      | 12.134  | 0    | 0           |
| A. Geib                | S        | 8962    | 0    | Buchhändler |
|                        | S        | 68      | 0    | Schneider   |
| 0                      | Sonstige | 32      | 0    | 0           |

### 1878
Es fand ein Wahlgang statt. 32.003 Männer waren wahlberechtigt. Die Zahl der abgegebenen Stimmen betrug 23.971, 55 Stimmen waren ungültig. Die Wahlbeteiligung betrug 73,1 %.
| Kandidat               | Partei   | Stimmen | in % | Anmerkungen |
| ---------------------- | -------- | ------- | ---- | ----------- |
| Rudolf Heinrich Möring | NLP      | 12.695  | 0    | 0           |
| A. Geib                | S        | 10.491  | 0    | Buchhändler |
| Adolph Tesdorpf        | Kons     | 409     | 0    | 0           |
| Ludwig Windthorst      | Zentrum  | 55      | 0    | 0           |
| 0                      | Sonstige | 21      | 0    | 0           |

### 1881
Es fand ein Wahlgang statt. 33.166 Männer waren wahlberechtigt. Die Zahl der abgegebenen Stimmen betrug 18.941, 77 Stimmen waren ungültig. Die Wahlbeteiligung betrug 57,3 %.
| Kandidat             | Partei   | Stimmen | in % | Anmerkungen    |
| -------------------- | -------- | ------- | ---- | -------------- |
| Julius Sandtmann     | DFP      | 10.851  | 0    | 0              |
| Moritz Rittinghausen | S        | 7563    | 0    | 0              |
| Dr. Noack            | Kons     | 166     | 0    | 0              |
| Geffcken             | Kons     | 102     | 0    | Dr., Professor |
| Adolph Tesdorpf      | Kons     | 44      | 0    | 0              |
| Fr. Gewecke          | S        | 38      | 0    | 0              |
| Isaac Wolffson       | NLP      | 36      | 0    | 0              |
| 0                    | Sonstige | 141     | 0    | 0              |

### Ersatzwahl 1883
Julius Sandtmann starb im April 1883 und es wurde eine Ersatzwahl durchgeführt. Es fanden zwei Wahlgänge statt. Die Zahl der abgegebenen Stimmen betrug im ersten Wahlgang 20.171, 63 Stimmen waren ungültig. Die Wahlbeteiligung betrug 60,8 %.
| Kandidat     | Partei       | Stimmen | in % | Anmerkungen |
| ------------ | ------------ | ------- | ---- | ----------- |
|              | NLP          | 6470    | 0    | 0           |
| August Bebel | S            | 9078    | 0    | 0           |
|              | Unabhängiger | 4560    | 0    | 0           |
| 0            | Sonstige     | 63      | 0    | 0           |

In der Stichwahl betrug die Zahl der abgegebenen Stimmen 23.323, 162 Stimmen waren ungültig. Die Wahlbeteiligung betrug 70,8 %.
| Kandidat     | Partei | Stimmen | in % | Anmerkungen |
| ------------ | ------ | ------- | ---- | ----------- |
|              | NLP    | 11.608  | 0    | 0           |
| August Bebel | S      | 11.715  | 0    | 0           |

### 1884
Es fand ein Wahlgang statt. 32.663 Männer waren wahlberechtigt. Die Zahl der abgegebenen Stimmen betrug 22.806, 103 Stimmen waren ungültig. Die Wahlbeteiligung betrug 79,1 %.
| Kandidat     | Partei   | Stimmen | in % | Anmerkungen |
| ------------ | -------- | ------- | ---- | ----------- |
|              | DFP      | 4071    | 0    | 0           |
| August Bebel | S        | 12.282  | 0    | 0           |
| 0            | Sonstige | 64      | 0    | 0           |

### 1887
Es fand ein Wahlgang statt. 33.582 Männer waren wahlberechtigt. Die Zahl der abgegebenen Stimmen betrug 27.613, 97 Stimmen waren ungültig. Die Wahlbeteiligung betrug 82,5 %.
| Kandidat     | Partei   | Stimmen | in % | Anmerkungen |
| ------------ | -------- | ------- | ---- | ----------- |
|              | NLP      | 9578    | 0    | 0           |
|              | DFP      | 3510    | 0    | 0           |
| August Bebel | S        | 14.497  | 0    | 0           |
| 0            | Sonstige | 28      | 0    | 0           |

### 1890
Die Kartellparteien NLP und Konservative stellten einen Kandidaten der NLP auf. Es fand ein Wahlgang statt. Die Zahl der Wahlberechtigten betrug 36.102. Die Zahl der abgegebenen gültigen Stimmen betrug 30.527, 134 Stimmen waren ungültig. Die Wahlbeteiligung belief sich auf 84,6 %.
| Kandidat              | Partei      | Stimmen | in %   | Anmerkungen |
| --------------------- | ----------- | ------- | ------ | ----------- |
| Ernst August Hübner   | Antisemiten | 335     | 1,1 %  | Buchhändler |
| Wilhelm Theodor Barth | DFP         | 4208    | 13,8 % | 0           |
| A. Lutteroth          | NLP         | 7946    | 26,1 % | 0           |
| August Bebel          | SPD         | 17.857  | 58,8 % | 0           |
| 0                     | Sonstige    | 47      | 0,2 %  | 0           |

### 1893
Der NLP-Kandidat wurde auch von der FVP unterstützt. Es fand ein Wahlgang statt. Die Zahl der Wahlberechtigten betrug 38.855. Die Zahl der abgegebenen gültigen Stimmen betrug 29.340, 104 Stimmen waren ungültig. Die Wahlbeteiligung belief sich auf 75,5 %.
| Kandidat            | Partei   | Stimmen | in %   | Anmerkungen |
| ------------------- | -------- | ------- | ------ | ----------- |
| Raab                | DSP      | 2431    | 8,3 %  | 0           |
| Bleicken            | Kons     | 58      | 0,2 %  | 0           |
| C. Ferdinand Laeisz | NLP      | 9769    | 33,4 % | 0           |
| August Bebel        | SPD      | 16.935  | 57,9 % | 0           |
| 0                   | Sonstige | 43      | 0,2 %  | 0           |

### Ersatzwahl 1893
August Bebel nahm das Mandat wegen Doppelwahl nicht an (Er nahm das Mandat im Reichstagswahlkreis Reichsland Elsaß-Lothringen 9, (Straßburg) an). Der NLP-Kandidat wurde erneut auch von der FVP unterstützt. Am 17. August 1893 erfolgte eine Ersatzwahl. Es fand ein Wahlgang statt. Die Zahl der Wahlberechtigten betrug 38.855. Die Zahl der abgegebenen gültigen Stimmen betrug 27.668, 88 Stimmen waren ungültig. Die Wahlbeteiligung belief sich auf 71,2 %.
| Kandidat            | Partei   | Stimmen | in %   | Anmerkungen |
| ------------------- | -------- | ------- | ------ | ----------- |
| Raab                | DSP      | 2290    | 8,3 %  | 0           |
| C. Ferdinand Laeisz | NLP      | 8802    | 31,9 % | 0           |
| Hermann Molkenbuhr  | SPD      | 16.476  | 59,7 % | 0           |
| 0                   | Sonstige | 12      | 0,1 %  | 0           |

### 1898
Der FVg-Kandidat wurde auch von der FVP unterstützt. Es fand ein Wahlgang statt. Die Zahl der Wahlberechtigten betrug 39.405. Die Zahl der abgegebenen gültigen Stimmen betrug 29.035, 105 Stimmen waren ungültig. Die Wahlbeteiligung belief sich auf 73,7 %.
| Kandidat     | Partei       | Stimmen | in %   | Anmerkungen                |
| ------------ | ------------ | ------- | ------ | -------------------------- |
| Raab         | DSP          | 1933    | 6,7 %  | 0                          |
| Rappard      | FVg          | 5953    | 18,1 % | Kaufmann aus Hamburg       |
| Pfeiffer     | FVg          | 3095    | 10,7 % | Kaufmann aus Hamburg       |
| Albrecht     | NLP          | 5049    | 17,4 % | Dr., Fabrikant aus Hamburg |
| August Bebel | SPD          | 18.500  | 63,9 % | 0                          |
| Stötzel      | Zentrum      | 164     | 0,6 %  | 0                          |
| Jensen       | Unabhängiger | 102     | 0,4 %  | Schornsteinfegermeister    |
| 0            | Sonstige     | 87      | 0,3 %  | 0                          |

### 1903
Der FVP-Kandidat wurde als gesamtliberaler Kandidat auch von der NLP und FVp unterstützt. Es fand ein Wahlgang statt. Die Zahl der Wahlberechtigten betrug 38.894. Die Zahl der abgegebenen gültigen Stimmen betrug 32.992, 165 Stimmen waren ungültig. Die Wahlbeteiligung belief sich auf 84,8 %.
| Kandidat          | Partei   | Stimmen | in %   | Anmerkungen |
| ----------------- | -------- | ------- | ------ | ----------- |
| Friedrich Raab    | DSP      | 523     | 1,6 %  | 0           |
| Dr. Roth          | FVP      | 9445    | 28,8 % | 0           |
| Friedrich Naumann | NS       | 89      | 0,3 %  | 0           |
| August Bebel      | SPD      | 22.046  | 67,2 % | 0           |
| Franz Bitter      | Zentrum  | 634     | 1,9 %  | 0           |
| 0                 | Sonstige | 52      | 0,1 %  | 0           |

### 1907
Der FVg-Kandidat wurde als von der FVP unterstützt. Es fand ein Wahlgang statt. Die Zahl der Wahlberechtigten betrug 38.963. Die Zahl der abgegebenen gültigen Stimmen betrug 32.956, 210 Stimmen waren ungültig. Die Wahlbeteiligung belief sich auf 84,6 %.
| Kandidat            | Partei      | Stimmen | in %   | Anmerkungen               |
| ------------------- | ----------- | ------- | ------ | ------------------------- |
|                     | Antisemiten | 136     | 0,4 %  | 0                         |
| Carl Julius Braband | FVg         | 26      | 0,1 %  | 0                         |
| Voller              | NLP         | 4607    | 14,1 % | Dr. Professor aus Hamburg |
| August Bebel        | SPD         | 21.683  | 66,2 % | 0                         |
| Johannes Giesberts  | Zentrum     | 287     | 0,9 %  | 0                         |
| 0                   | Sonstige    | 54      | 0,2 %  | 0                         |

### 1912
Es fand ein Wahlgang statt. Die Zahl der Wahlberechtigten betrug 35.729. Die Zahl der abgegebenen gültigen Stimmen betrug 30.648, 162 Stimmen waren ungültig. Die Wahlbeteiligung belief sich auf 85,8 %.
| Kandidat            | Partei   | Stimmen | in %   | Anmerkungen              |
| ------------------- | -------- | ------- | ------ | ------------------------ |
| Raab                | DSP      | 196     | 0,6 %  | 0                        |
| Carl Julius Braband | FoVP     | 6331    | 20,8 % | 0                        |
| Johannes Hirsch     | NLP      | 2999    | 9,8 %  | 0                        |
| Józef Chociszewski  | Polen    | 30      | 0,1 %  | 0                        |
| August Bebel        | SPD      | 20.633  | 67,7 % | 0                        |
| Franz Beran         | Zentrum  | 274     | 0,9 %  | Rechtsanwalt aus Hamburg |
| 0                   | Sonstige | 23      | 0,1 %  | 0                        |

### Ersatzwahl 1913
Bebel starb am 13. August 1913. Es fand daher am 17. Oktober 1913 eine Ersatzwahl statt. Es fand ein Wahlgang statt. 
| Kandidat           | Partei   | Stimmen | in %   | Anmerkungen                 |
| ------------------ | -------- | ------- | ------ | --------------------------- |
| Arnold             | DRP      | 225     | 0,9 %  | Zollsekretär in Hamburg     |
| Carl Petersen      | FoVP     | 4738    | 18,3 % | 0                           |
| Koch               | Kons     | 984     | 3,8 %  | Dr. Landrichter aus Hamburg |
| Friedrich Rode     | NLP      | 2420    | 9,3 %  | 0                           |
| Józef Chociszewski | Polen    | 35      | 0,1 %  | 0                           |
| Otto Stolten       | SPD      | 17.532  | 67,6 % | 0                           |
| 0                  | Sonstige | 2       | 0,0 %  | 0                           |